# Blizard
Cet article possède un paronyme, voir Blizzard.
Blizard (ブリザード) est un groupe de heavy metal japonais, originaire de Tokyo. Actif dans les années 1980, le groupe se sépare en 1992.

## Biographie
Le groupe est formé en 1984 à Tokyo, et sort d'abord quatre albums chez Warner Pioneer, puis trois autres chez Sony Music à partir de 1987. En 1989, le chanteur Seijirō Shimomura quitte le groupe pour une carrière solo, et est remplacé par Matsuya Mizuno. Le groupe se sépare en 1992, et les membres continuent leurs carrières chacun de leur côté, en solo ou avec différents groupes.
Le chanteur Matsuya Mizuno sort un single en solo en 1992, puis forme le groupe Gracias en 1995. Son prédécesseur Seijirō Shimomura sort un single et un album solo en 1994. Le guitariste Toshiya Matsukawa rejoint le groupe Twinzer en 1994 et 1995. Le bassiste Koichi Terasawa participe entre autres aux groupes SLY dans les années 1990 et Blind Pig dans les années 2000.

## Membres
- Seijirō Shimomura (下村成二郎?) - chant (1983-1988)
- Matsuya Mizuno (水野松也?) - chant (1989-1992)
- Toshiya « Ran » Matsukawa (松川敏也?) - guitare
- Kōichi Terasawa (寺沢功一?) - basse
- Takayuki Murakami (村上孝之?, frère de Hiroyuki) - guitare
- Hiroyuki Murakami (村上宏之?, frère de Takayuki) - batterie

## Discographie

### Participations
- 1987 : Dream Tention (single flexible d'un titre inédit du groupe, fourni avec un numéro du magazine Rockin'f)
- 1984 : Grand Metal Live - 5th Japan Heavy Metal Fantasy
- 2002 : Metal Vibes
- 2002 : Metal Vibes - 2nd Attack!!